# Florian Jungwirth
Florian Jungwirth (Gräfelfing, Alemania Occidental; 27 de enero de 1989) es un exfutbolista y entrenador alemán. Es entrenador asistente en el Vancouver Whitecaps FC desde 2023.

## Trayectoria
Formado en las inferiores del TSV 1860 Múnich, fue promovido al primer equipo en 2008 sin embargo no debutó. En 2010 fue transferido al Dynamo Dresden, donde jugó dos temporadas de 3. Liga y dos de la 2. Bundesliga. Tras un paso por el VfL Bochum, entre 2014 y 2017 jugó en el Darmstadt 98 donde disputó dos temporadas de Bundesliga.
Sus últimos años los pasó en la MLS de Estados Unidos, vistiendo las camisetas del San Jose Earthquakes y el Vancouver Whitecaps FC hasta su retiro en 2022, donde comenzó su carrera como entrenador en Vancouver.
A nivel internacional, fue seleccionado juvenil por Alemania.

## Estadísticas
| Club                                | Div.          | Temporada     | Liga  | Liga  | Copas nacionales | Copas nacionales | Copas internacionales | Copas internacionales | Total | Total |
| Club                                | Div.          | Temporada     | Part. | Goles | Part.            | Goles            | Part.                 | Goles                 | Part. | Goles |
| ----------------------------------- | ------------- | ------------- | ----- | ----- | ---------------- | ---------------- | --------------------- | --------------------- | ----- | ----- |
| Dynamo Dresden · Alemania           | 3.ª           | 2009-10       | 11    | 0     | 0                | 0                | —                     | —                     | 11    | 0     |
| Dynamo Dresden · Alemania           | 3.ª           | 2010-11       | 25    | 0     | 0                | 0                | —                     | —                     | 25    | 0     |
| Dynamo Dresden · Alemania           | 2.ª           | 2011-12       | 26    | 0     | 2                | 0                | —                     | —                     | 28    | 0     |
| Dynamo Dresden · Alemania           | 2.ª           | 2012-13       | 27    | 0     | 2                | 0                | —                     | —                     | 29    | 0     |
| Dynamo Dresden · Alemania           | Total club    | Total club    | 89    | 0     | 4                | 0                | 0                     | 0                     | 93    | 0     |
| VfL Bochum · Alemania               | 2.ª           | 2013-14       | 29    | 1     | 1                | 0                | —                     | —                     | 30    | 1     |
| VfL Bochum · Alemania               | Total club    | Total club    | 29    | 1     | 1                | 0                | 0                     | 0                     | 30    | 1     |
| Darmstadt 98 · Alemania             | 2.ª           | 2014-15       | 27    | 0     | 0                | 0                | —                     | —                     | 27    | 0     |
| Darmstadt 98 · Alemania             | 1.ª           | 2015-16       | 19    | 0     | 2                | 0                | —                     | —                     | 21    | 0     |
| Darmstadt 98 · Alemania             | 1.ª           | 2016-17       | 16    | 0     | 0                | 0                | —                     | —                     | 16    | 0     |
| Darmstadt 98 · Alemania             | Total club    | Total club    | 62    | 0     | 2                | 0                | 0                     | 0                     | 64    | 0     |
| San Jose Earthquakes Estados Unidos | 1.ª           | 2017          | 31    | 2     | 3                | 0                | —                     | —                     | 34    | 2     |
| San Jose Earthquakes Estados Unidos | 1.ª           | 2018          | 31    | 3     | 0                | 0                | —                     | —                     | 31    | 3     |
| San Jose Earthquakes Estados Unidos | 1.ª           | 2019          | 30    | 0     | 1                | 0                | —                     | —                     | 31    | 0     |
| San Jose Earthquakes Estados Unidos | 1.ª           | 2020          | 20    | 0     | 0                | 0                | —                     | —                     | 20    | 0     |
| San Jose Earthquakes Estados Unidos | 1.ª           | 2021          | 14    | 0     | 0                | 0                | —                     | —                     | 14    | 0     |
| San Jose Earthquakes Estados Unidos | Total club    | Total club    | 126   | 5     | 4                | 0                | 0                     | 0                     | 130   | 5     |
| Vancouver Whitecaps FC · Canadá     | 1.ª           | 2021          | 15    | 1     | 0                | 0                | —                     | —                     | 15    | 1     |
| Vancouver Whitecaps FC · Canadá     | 1.ª           | 2022          | 13    | 0     | 0                | 0                | —                     | —                     | 13    | 0     |
| Vancouver Whitecaps FC · Canadá     | Total club    | Total club    | 28    | 1     | 0                | 0                | 0                     | 0                     | 28    | 1     |
| Total carrera                       | Total carrera | Total carrera | 334   | 7     | 11               | 0                | 0                     | 0                     | 345   | 7     |

## Palmarés

### Títulos nacionales
| Título                          | Club                   | País   | Año  |
| ------------------------------- | ---------------------- | ------ | ---- |
| Campeonato Canadiense de Fútbol | Vancouver Whitecaps FC | Canadá | 2022 |

### Títulos internacionales
| Título                               | Equipo                       | Sede            | Año  |
| ------------------------------------ | ---------------------------- | --------------- | ---- |
| Campeonato Europeo de la UEFA Sub-19 | Selección sub-20 de Alemania | República Checa | 2008 |

### Distinciones individuales
| Distinción                  | Año  |
| --------------------------- | ---- |
| Medalla Fritz Walter: Plata | 2008 |